# Judziewszczyzna
Judziewszczyzna (biał. Юдзеўшчына; ros. Юдевщина) – wieś na Białorusi, w obwodzie mińskim, w rejonie wilejskim, w sielsowiecie Ludwinowo.

## Historia
W czasach zaborów wieś włościańska w powiecie wilejskim, w guberni wileńskiej Imperium Rosyjskiego. W 1866 roku w 3 domach zamieszkiwało 25 osób.
W latach 1921–1945 wieś leżała w Polsce, w województwie wileńskim, w powiecie wilejskim, w gminie Dołhinów.
Według Powszechnego Spisu Ludności z 1921 roku zamieszkiwały tu 45 osób, 25 było wyznania rzymskokatolickiego a 20 prawosławnego. Jednocześnie 2 mieszkańców zadeklarowało polską, 42 białoruską a 1inną przynależność narodową. Było tu 10 budynków mieszkalnych. W 1931 w 10 domach zamieszkiwały 52 osoby.
Wierni należeli do parafii rzymskokatolickiej i prawosławnej w Dołhinowie. Miejscowość podlegała pod Sąd Grodzki w Dołhinowie i Okręgowy w Wilnie; właściwy urząd pocztowy mieścił się w Dołhinowie.
W wyniku napaści ZSRR na Polskę we wrześniu 1939 miejscowość znalazła się pod okupacją sowiecką. 2 listopada została włączona do Białoruskiej SRR. Od czerwca 1941 roku pod okupacją niemiecką. W 1944 miejscowość została ponownie zajęta przez wojska sowieckie i włączona do Białoruskiej SRR.
Od 1991 w składzie niepodległej Białorusi.
Do 2013 w sielsowiecie Ścieszyce.